# Каякентский сельсовет
Каякентский сельсовет  — муниципальное образование со статусом сельского поселения и административно-территориальная единица в Каякентском районе Дагестана Российской Федерации.
Административный центр — село Каякент.

## Население
| 2002    | 2010    | 2012    | 2013    | 2014    | 2015    | 2016    |
| ------- | ------- | ------- | ------- | ------- | ------- | ------- |
| 11 085  | ↗11 412 | ↗11 591 | ↗11 782 | ↗11 973 | ↗12 177 | ↗12 405 |
| 2017    | 2018    | 2019    | 2020    | 2021    | 2023    | 2024    |
| ↗12 679 | ↗12 880 | ↗13 132 | ↗13 220 | ↗16 126 | ↗16 395 | ↗16 709 |
| 2025    |         |         |         |         |         |         |
| ↗16 953 |         |         |         |         |         |         |

## Состав
| № | Населённый пункт | Тип населённого пункта       | Население |
| - | ---------------- | ---------------------------- | --------- |
| 1 | Каякент          | село, административный центр | ↗15 923   |
| 2 | Кулкам           | село                         | ↘203      |